# モモ

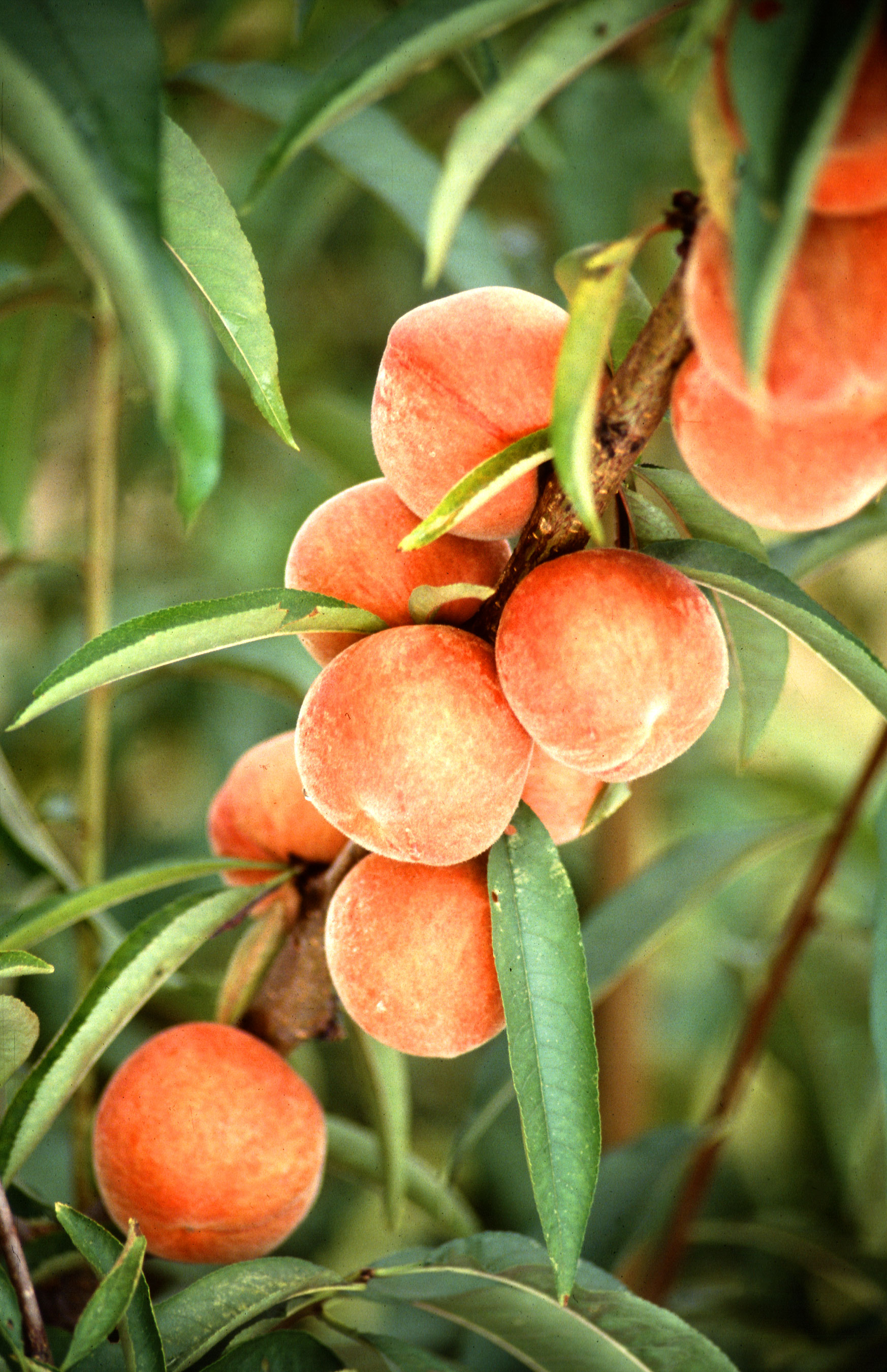
枝に密集したモモの果実

モモ（桃、学名: Prunus persica）はバラ科スモモ属の落葉低木から小高木。また、その果実や花のこと。
原産地は中国やペルシャとされる。果樹・花木として世界各地で品種改良されて栽培される。春には五弁または多重弁の花を咲かせ、夏には水分が多く甘い球形の果実を実らせる。未成熟な果実や種子にはアミグダリンという青酸配糖体が含まれる。観賞用はハナモモという。中国では邪鬼を払う力があるとされた。

## 名称
モモの語源には諸説あり、「真実（まみ）」より転じたとする説、実の色から「燃実（もえみ）」より転じたとする説、多くの実をつけることから「百（もも）」とする説などがある。
漢字の「桃」は、発音を表す「兆」と意味を示す「木」とから構成される形声文字である。発音表記である「兆」の部分を「きざし」と解釈して、「古い桃の品種は核（種子）が簡単に割れたので、2つに割れることはめでたい兆しとされ、『桃』の字が作られた」と説明されることがあるが、これは民間俗説に過ぎない。
英名ピーチ（Peach）は“ペルシア”が語源で、ラテン語の persicum malum（ペルシアの林檎）から来ている。学名の種小名 persica（ペルシアの）も同様の理由による。

## 形態・生態
落葉広葉樹の低木から小高木。樹高は5メートル (m) ほどになる。樹皮はサクラ類に似るが、銀白色を帯びることがあり、老木では黒みが増して縦に裂ける。一年枝は緑色から赤褐色で細点があり、無毛か短毛が残る。葉は互生し、花よりやや遅れて茂る。幅5センチメートル、長さ15センチメートル程度の細長い形で、葉縁は粗い鋸歯状。
花期は3月から4月上旬ごろで、薄桃色の花をつける。淡い紅色であるものが多いが、白色から濃紅色まで様々な色のものがある。5弁または多重弁で、多くの雄しべを持つ。花柄は非常に短く、枝に直接着生しているように見える。
果期は7月から8月で、球形で縦に割れているような筋が1本あるのが特徴的。果実は赤みがかった白色の薄い皮に包まれている。皮の表面には毛茸（もうじ）が生えている。果肉は水分を多く含んで柔らかい。水分や糖分、カリウムなどを多く含んでいる。
冬芽は互生し、長卵形で4 - 10枚の芽鱗に包まれており、灰色の毛に覆われている。花芽は葉芽よりも大きく、1 - 3個が集まってつく。葉痕は半円形で、維管束痕が3個つく。
桃の植えてあった場所に再度、桃を植えるとうまく育たない。この現象は、連作障害、忌地（いや地）、改植病と呼ばれる。これを避けるためには、前の木の根をきれいに取り除き、植え穴に新しい土を入れる。また他の場所で1年育てた木を植えるという方法もある。

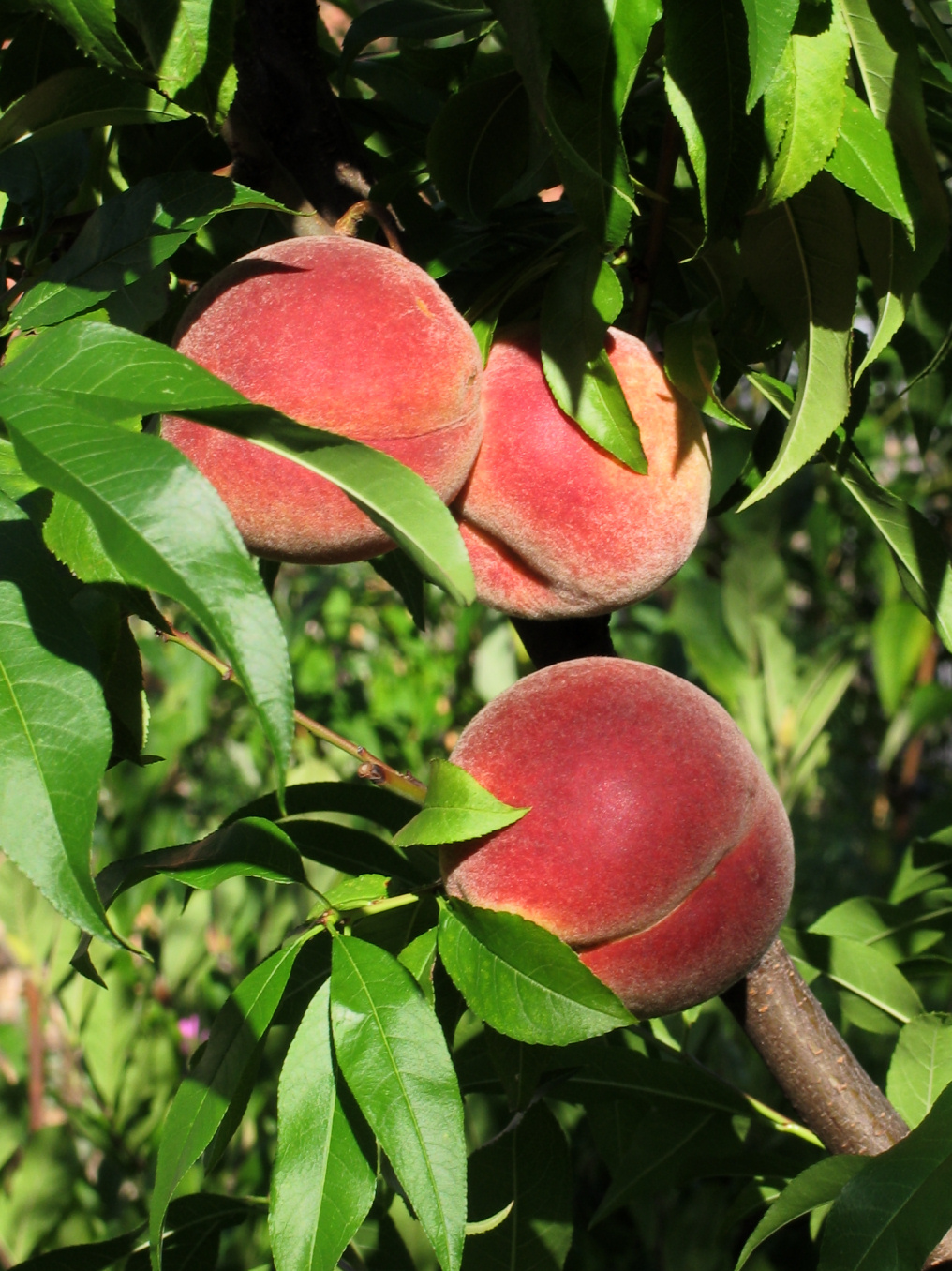
実
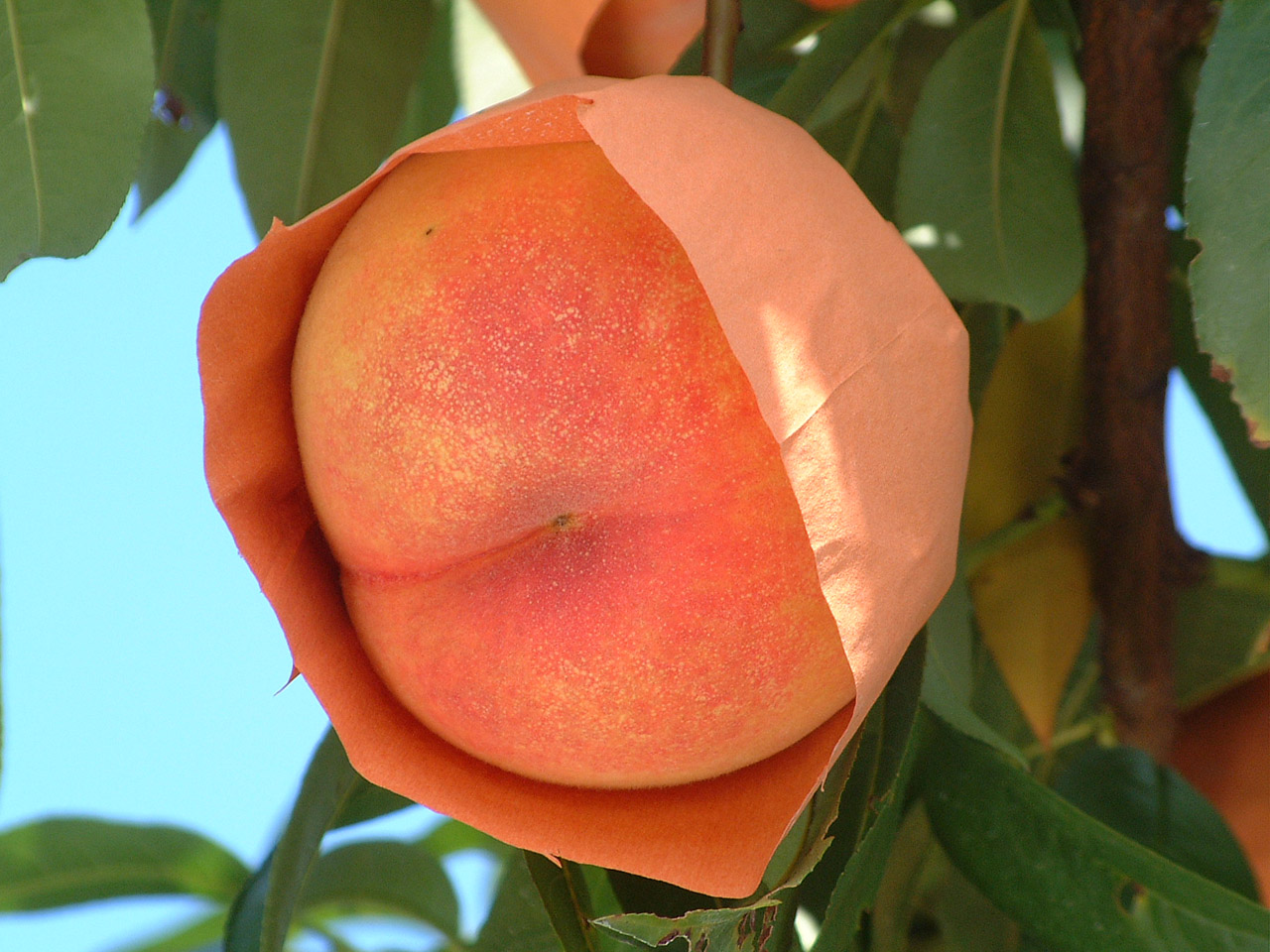
袋掛けされた実
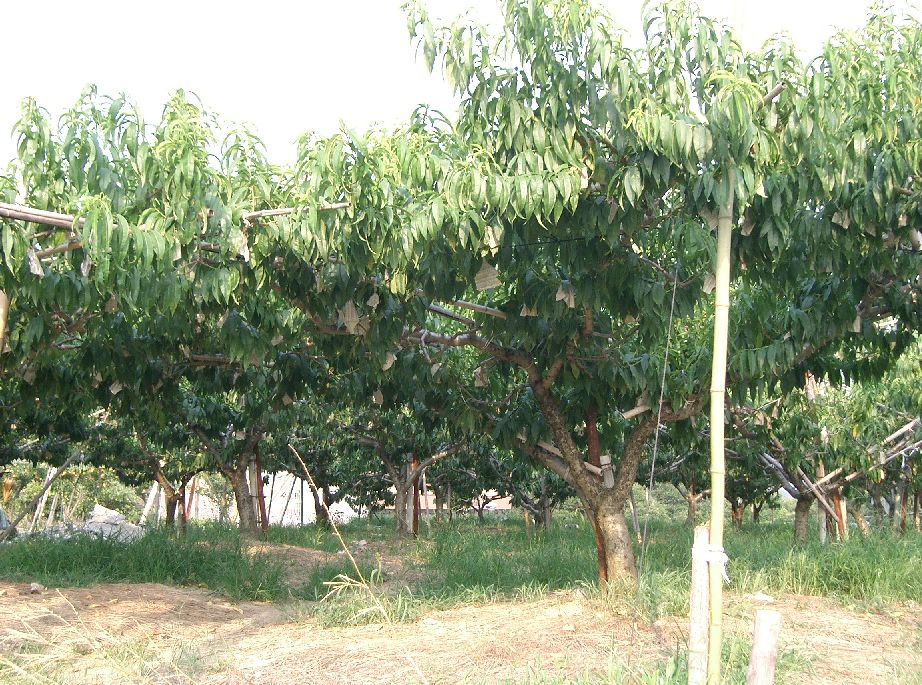
モモ畑
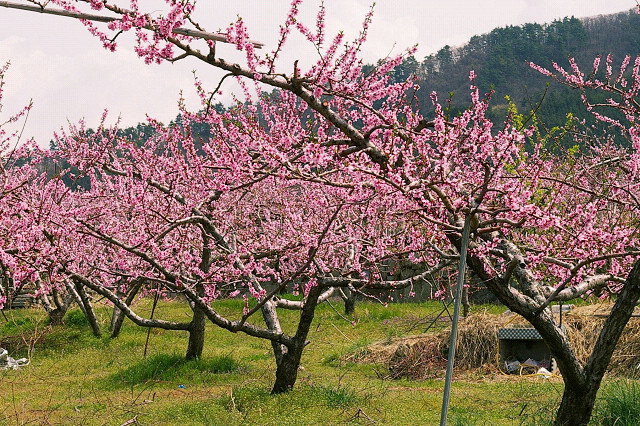
花が満開のモモ畑
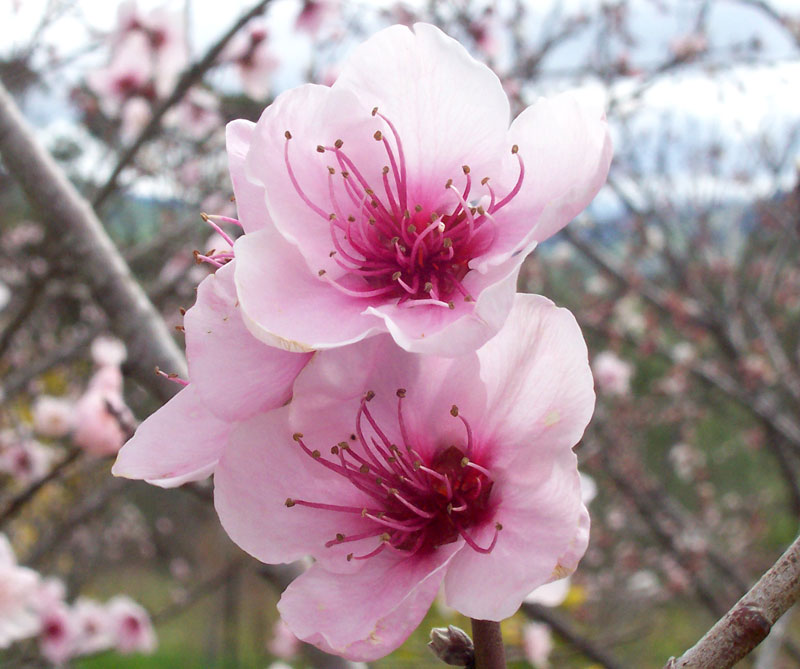
花 白色
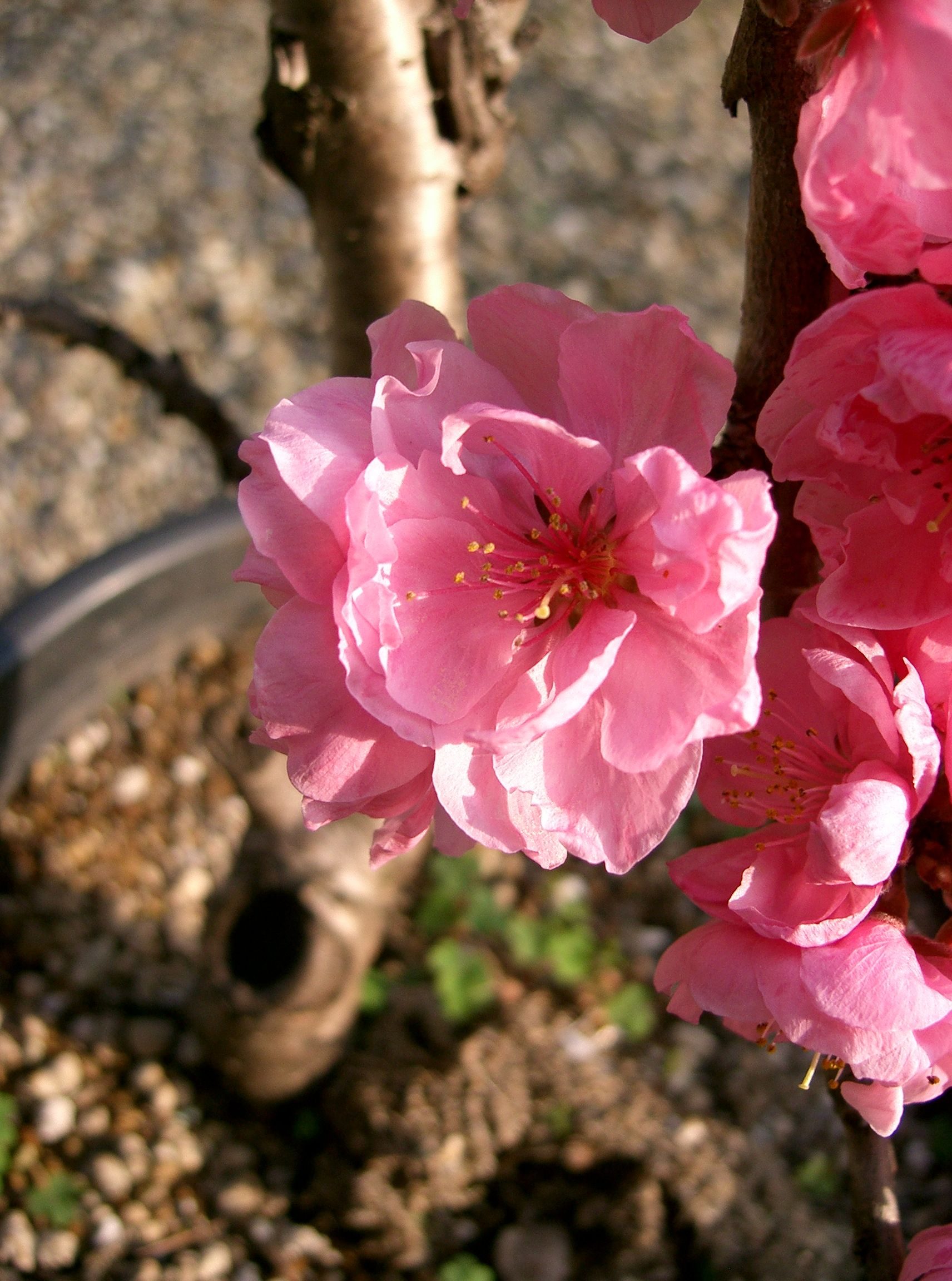
花の例 淡紅色
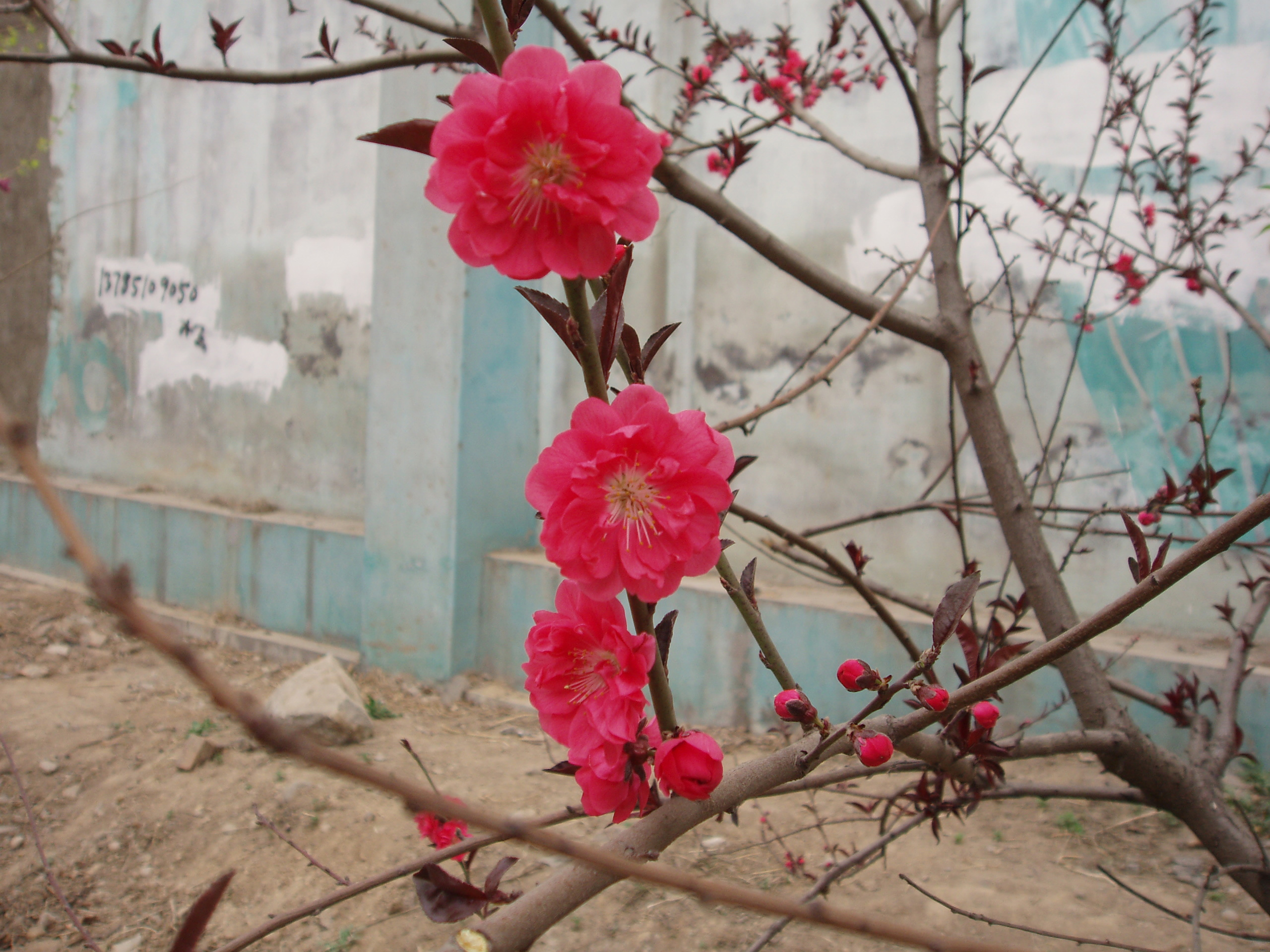
花の例 紅色

## 歴史
原産地は中国からペルシア（現在のイラン）、アフガニスタンなどに渡る地域とされる。ヨーロッパ（欧州）へは紀元前にシルクロードを通り、ペルシア経由で紀元前後ごろに伝わった。アメリカ大陸へは、16世紀ごろにスペイン人やポルトガル人によって持ち込まれ、そこから南北アメリカへと広まった。日本へは縄文時代から食べられていたと考えられ、相当古い時代に中国から渡来したものと見られている。
中国では裴李崗文化（約7500年前）において、モモの出土が確認されている。日本では長崎県の多良見町にある伊木力遺跡から、縄文時代前期(約6000年前)の日本最古となる桃核が出土しており、これが日本最古とされている。弥生時代後期には大陸から栽培種が伝来し桃核が大型化し、各時代を通じて出土事例がある。桃は食用のほか祭祀用途にも用いられ、斎串など祭祀遺物と伴出することもある。平安時代 - 鎌倉時代には日常的な食材となり「菓子」として珍重されていたが、当時はスモモ程度の大きさで明治時代以降のモモとは異なる果実と考えられており、それほど甘くなく主に薬用・花の観賞用として用いられていたとする説もある。江戸時代にさらに広まり、『和漢三才図会』では「山城伏見、備前岡山、備後、紀州」が産地として挙げられるほか、諸藩の『産物帳』にはモモの品種数がカキ、ナシに次いで多く、特に陸奥国と尾張国に多いと記されるほど、全国で用いられるに至った。
明治時代の中頃には、甘味の強い水蜜桃系（品種名：上海水蜜桃など）が輸入され、食用として広まった。1875年（明治8年）、清（中国）を調査していた内務省の武田昌次と岡毅、通訳の衣笠豪谷は、日本へ帰国時に多くの種苗を持ち帰ったが、その中に上海種と天津種の水蜜桃があった。現在日本で食用に栽培されている品種は、この水蜜桃系を品種改良したものがほとんどである。昔の桃は小ぶりで固く、果汁も少なかったとみられているが、現在の日本ではやわらかくて果汁が多いタイプの桃が主流で、これら栽培種の多くは岡山県の「白桃」が元になっている。「白桃」は、1899年（明治32年）に岡山県磐梨郡可真村（現在は岡山市の一部）の大久保重五郎が上海種の実生から優秀な品種を発見したもので、さらに改良を進めて1927年（昭和2年）には新品種「大久保」を誕生させた。

## 品種

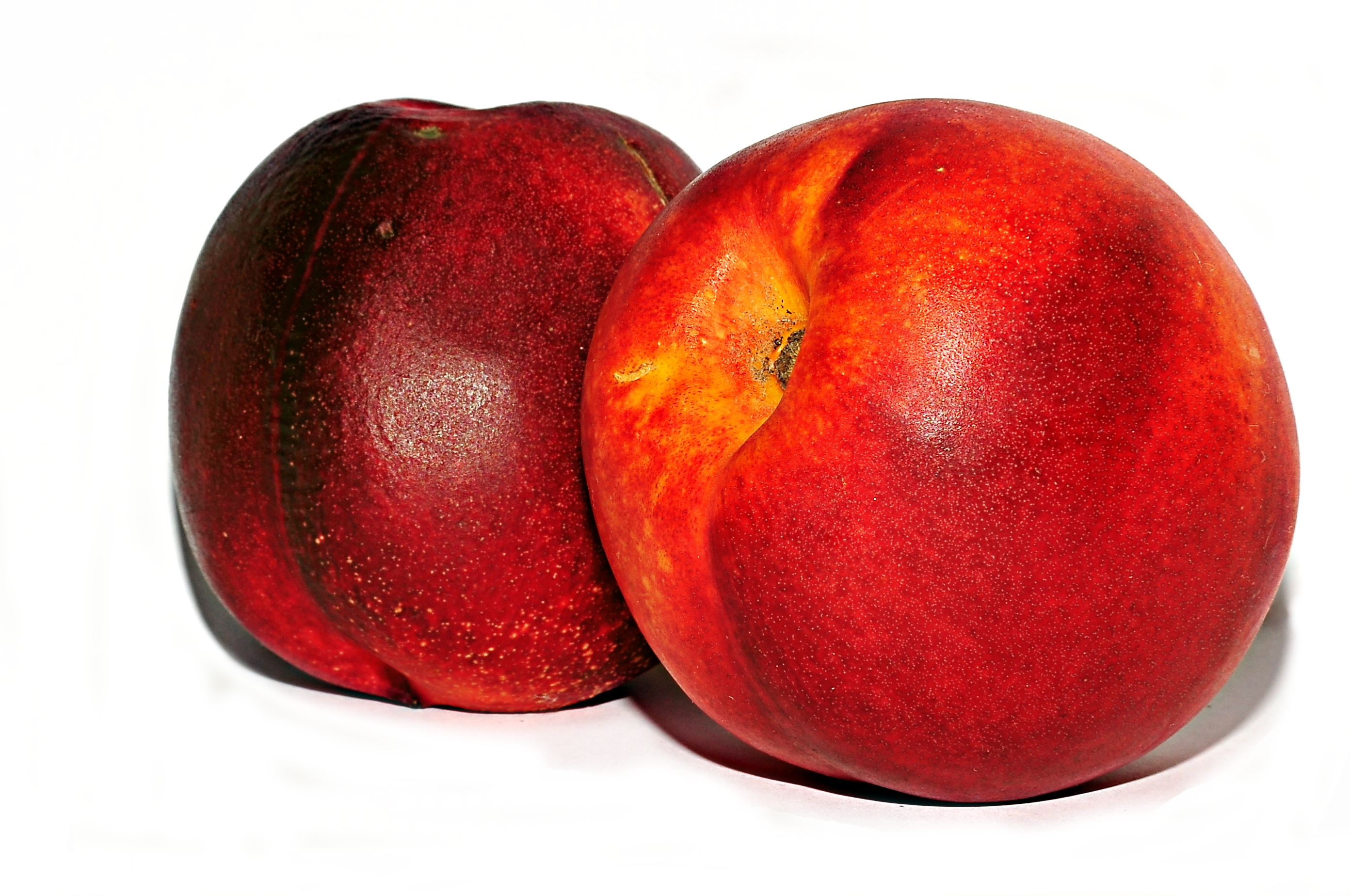
ブルニヨン（黄肉品種）

食用の品種（実桃）の分類を以下に示す。果実を食用するモモは、品質調査と消費者の嗜好調査を行うとともに、少低温要求性品種、ネクタリンや蟠桃品種、多様な果色や果肉の品種、高品質品種といった品種開発が行われていて、特に実のかたさ、糖度、酸味、香りが重要視されている。モモの品種は非常に多くあるが、欧米ではリンゴやブドウは品種表示されることになっているが、モモの品種名は任意表示であることから、消費者による認知度は低いと考えられている。
世界で栽培される品種の多くは、アメリカのカリフォルニア州で育成されたものである。特にネクタリンの「Big Top」は、ヨーロッパ市場に大きな影響を与えた品種である。日本と中国は果肉が白く酸味が少ない品種、アメリカでは果肉が黄色く酸味がある品種、スペインやラテンアメリカ諸国では不溶質で果肉が黄色い品種が伝統的に好まれるが、嗜好の多様化も進んでいる。中国の主要品種は54種あり、そのうちモモ類が23品種、ネクタリン類が9品種、蟠桃のモモ類が7種、蟠桃のネクタリン類が8種、観賞用7種であり、約85%が中国育成品種である。日本の「倉方早生」「大久保」も中国の主要品種に含まれている。近年においては米国のテキサスA&M大学の農学生命科学部園芸科学科チームとテキサスA&Mアグリライフ研究所の研究者による合同育種プログラム計画で生産者ならび消費者向けの品種が増加しており、桃とネクタリンの新品種40種が市場に導入されている。
水蜜（すいみつ）種
一般的な桃。果肉の色は、白色系、黄色系、赤・ピンク系など。皮には柔らかい毛が生えている。
白桃（はくとう）・白鳳（はくほう）系
現在、日本の市場に多く出回っている品種は、「白桃（はくとう）」系と「白鳳（はくほう）」系の桃である。
「あかつき」「暁星」「明星」「ゆうぞら」「川中島白桃」「清水白桃」「まどか」「ちよひめ」「みさかっ娘」、冬に実が熟す「名月」などの品種がある。
※白鳳系は自家受粉により一本でも着果するが、白桃系は異品種との混植を行わないと着果しない（「清水白桃」は白鳳系なので一本でも着果する）。
- あかつき - 日本で最も栽培面積が広い品種で、東北から四国まで栽培されている。数あるモモの品種の中でもトップクラスの品質といわれ、栽培しやすく収量も多い。自家結実生が高く、結実が安定している。
- 大久保 - 1927年に岡山県の大久保重五郎により育成された品種。果肉が白く、淡泊な甘みと上品な食感を持つ桃のイメージをつくった。
- おかやま夢白桃 - 岡山県のオリジナル品種で、2005年に品種登録。大玉で通常180グラムほどであるが、大きなものでは400グラムを超える大果になる。甘みが強く、果肉の端まで甘みを感じられる。
- 清水白桃（しみずはくとう） - 1932年（昭和7年）に、岡山県で偶然実生として発見された品種。直射日光を避けるため1玉ずつ袋掛けをして仕上がり、上品な甘さととろけるような肉質になる。主な生産地は岡山県や和歌山県。
- なつっこ - 「川中島白桃」と「あかつき」を交配育成した長野県のオリジナル品種。果実は扁円形大きく、甘みが強い。
- 白鳳（はくほう） - 日本を代表する白桃の1品種で、「あかつき」の父親にあたる。果皮は淡いピンク色に色づき、果肉は多重でやわらかい。名前に「白鳳」とつく品種は「白鳳」の枝変わりである。
- 白麗 - 岡山県の東山四郎が、「大久保」に中国原産の「肥城桃」を交配して育成した品種。果肉は硬めで甘みが強い。
- ふくあかり - 「川中島白桃」と「もも福島8号」を交配して育成し、2016年に品種登録された。「あかつき」よりも大玉で、着色が良く、栽培もしやすい。
- まどか - 「あかつき」の実生から山梨県のイシドウが選抜育成した品種。果肉は緻密で硬めであるが、日持ちがよく、果汁も多い。

黄桃（おうとう）系
果肉が黄色い桃。フランス語由来でパヴィア（Pavie)と呼ばれることもある。主に缶詰に加工され流通することが多い。近年、生食用の黄桃「黄金桃（おうごんとう）」「ゴールデンピーチ」の出荷、販売が多くなっている。
- 黄桃（おうとう） - 甘味は低くて酸味があり、主にシロップ漬けに加工される。
- 黄金桃（おうごんとう） - 池田農園が育成した長野県産「川中島白桃」から偶然できた品種。8月下旬から出荷される晩生種。果肉は鮮やかな黄色で甘味が強い。果皮はピンク色をしており、袋がけ栽培されたものは果皮も黄色い。
- 桃りん（別名：ワッサー桃） - 長野県で作られたモモとネクタリンの交配種。果肉は歯ごたえがあって甘味もある。
- ゴールデンピーチ - 山梨県産の黄金桃で、袋がけをしないで赤味が入らないように栽培されたもの。

ネクタリン (Nectarine)種

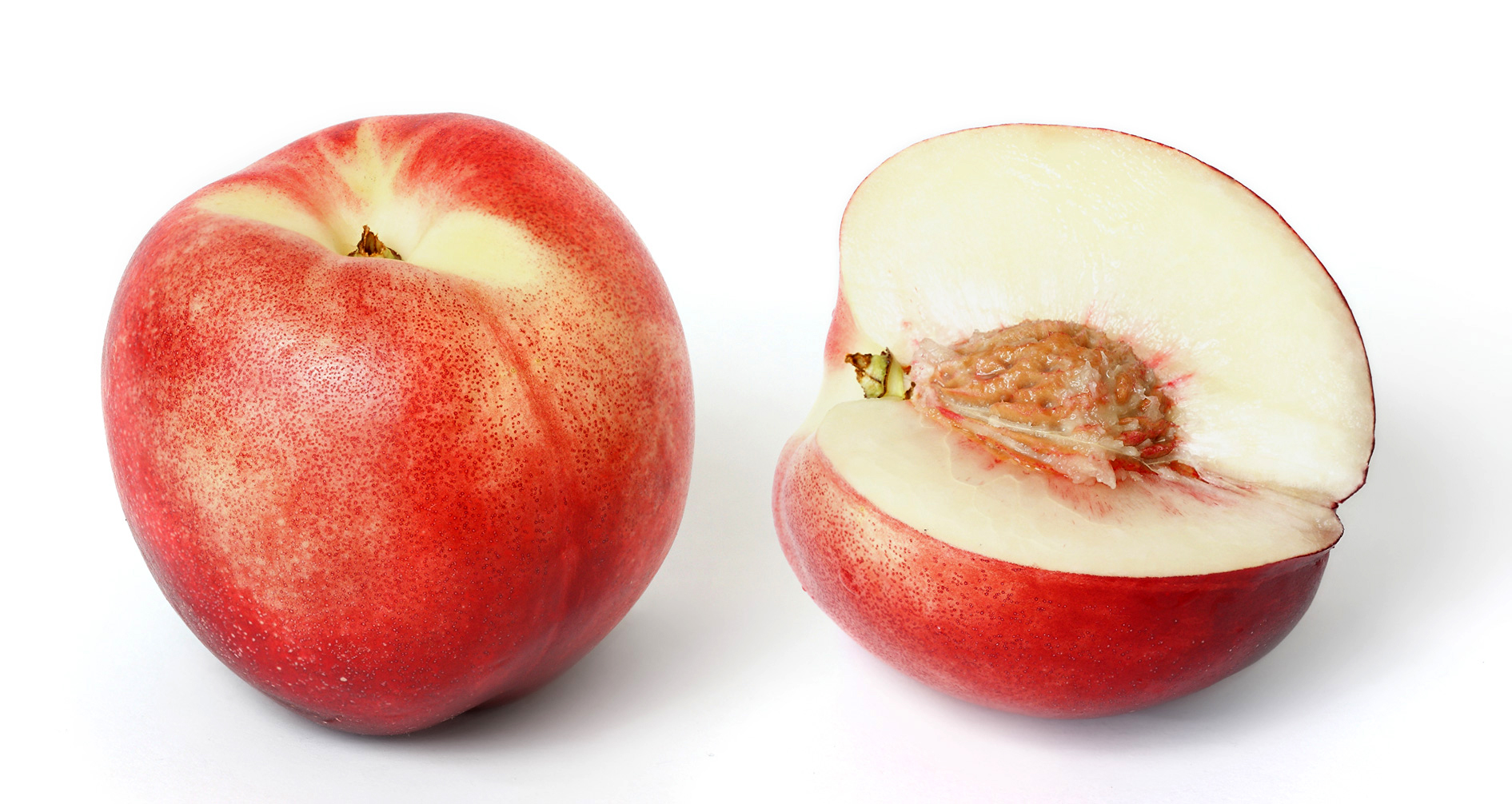
ネクタリン（白肉品種）

皮が赤く、毛は ほとんど無い。果肉は黄色でやや硬い。
- ネクタリン - モモの変種で、果皮には産毛がなくスモモのような外見をしている。果肉は白色と黄色の品種がある。食味はかためで甘酸っぱい。「椿桃（つばいもも・つばきもも）」「光桃（ひかりもも）」「油桃（あぶらもも）」とも呼ばれる。
  - Big Top - カリフォルニアの Zaiger Genetics 社が育成した品種であるが、ヨーロッパに導入され、ヨーロッパのネクタリン産業、市場に大きな影響を与えた。スペインでは黄肉生食用品種で最も重要な位置を占めている。着色がよく、硬肉品種のような硬さを持ち高糖度で、成熟の最終段階で軟化するため取り扱いやすい。

- ブルニヨン - ネクタリン同様 果皮に産毛がなく、スモモに酷似した外見かつ果肉や風味もほぼ同じ性質だが、核がネクタリンと比べると果肉に癒着した状態となっている点が唯一の差異である。

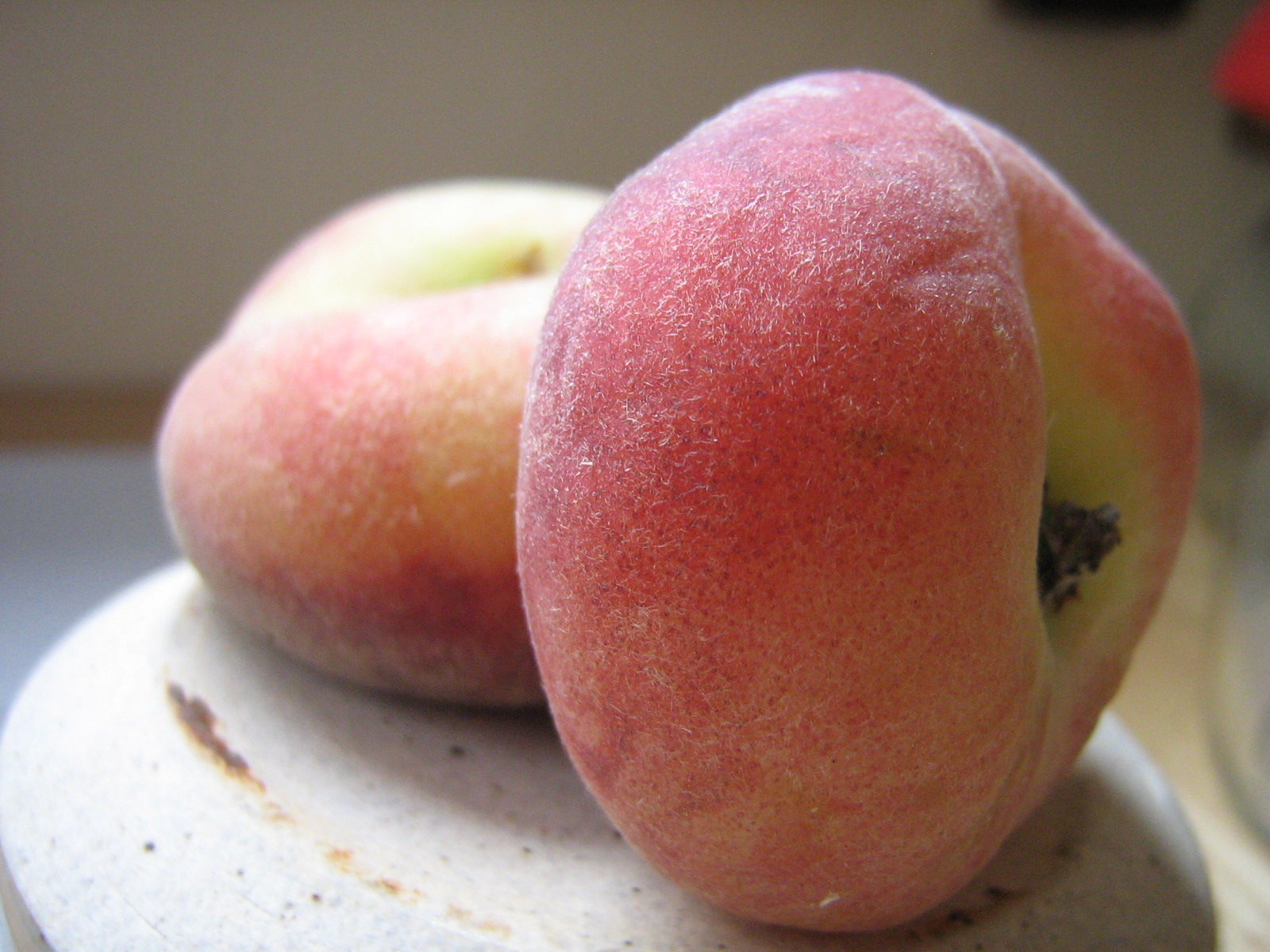
蟠桃

蟠桃（ばんとう）種

扁平な形をしている。中国神話では、西王母と関連がある。『西遊記』では孫悟空が食べた不老不死の言い伝えがある。
- 蟠桃（ばんとう） - 中国原産で、果実は真ん中が窪んでいて、潰れたような異形が特徴。種は小さく可食部が多い。果肉は黄色で蕩けるような食感、やや強い酸味と強い甘味がある。平桃（ピンタオ）や座禅桃（ざぜんもも）、ペッシュ・プラット（Pêche plate）、UFO・ピーチ（UFO Peach）など様々な呼び名や通称があり、海外（特にヨーロッパ地域）では比較的たくさん出回っているが、日本では栽培そのものの難しさにより生産者の数が少ないことや栽培地域が限定されているために、とても希少な果物として扱われている。

※以下は日本国内で栽培されている品種の一例。
- 大紅（だいこう）：日本国内で一般的な品種。
- 千年（せんねん）：大紅を選抜育成した晩生の品種。
- 七夕（たなばた）：大紅を選抜育成、ベースにした早生の品種。
- 黄金（おうごん）：大紅をベースとした黄色の果肉が特徴の品種。
- 舞姫（まいひめ）：ピンク色の蟠桃。長野県で品種改良が行われて誕生した日本独自の品種。
- 楊貴妃（ようきひ）：日本独自の品種で黄肉の蟠桃。舞姫同様に長野県の生産者により品種改良されて誕生した。
- 蘭華（らんか）：日本独自の品種でピンク色の蟠桃。楊貴妃同様、長野の生産者が品種改良を行ない誕生した品種である。

その他
ハナモモと呼ばれる観賞用の品種（花桃）は源平桃（げんぺいもも）・枝垂れ桃（しだれもも）など。
- 源平桃 - 1本の木に白花と紅花を咲かせる品種（観賞用花桃）。環境によっては白と紅の混ざった花も咲く。
- 照手水密 - 枝垂れ性の花桃だが小さいながら果実も食用とする事が出来る（一般的な花桃は果肉が固く食べられない）。

## 栽培
栽培の分布地域は経度南北30 - 45度の範囲にあり、北米はカナダ南部からフロリダ北部まで、ヨーロッパはイタリア・スペイン・トルコ・ギリシャなど、アジアは中国や日本（白石市や福島県、山梨県など）、南半球はチリ南部やオーストラリア南部、南アフリカ南部あたりが相当する。モモは比較的水が必要な果樹で、乾燥地では灌水栽培されるが、その一方で、水が多すぎるなどの嫌気条件には最も弱い果樹のひとつでもある。
食用に生産されるモモは、気象、土壌、穂品種に適する台木が必要で、接ぎ木親和性、樹勢、耐寒・耐湿性、センチュウ抵抗性など、多様な台木が作られている。台木には、モモ、スモモ、アーモンド、ベニバスモモ（ミロバランスモモ）、ユスラウメ、これらの交雑種が使われている。一般的な樹形は、低樹高開心形、V字形、Y字形、主幹形であり、トレリス（誘引のために使用する園芸用のフェンス）を使って平面的な樹形に仕立てられることもある。果樹の中でも栽培には手間がかかり、受粉・摘果・収穫・調製・整枝・剪定などの労働時間が長いことが指摘されている。モモの施設栽培は、中国でハウスや日光温室が多く利用されている。
摘花と摘果は、モモの収穫と並ぶ最も重労働な作業で、花と果実を間引いて、果実の肥大促進、品質向上、隔年結果の防止、着果多加による枝折れ防止のため行う。世界的には手作業による摘蕾・摘果は一般的ではなく、開花後40 - 60日後の幼果を減らす適果が一般的である。欧米では摘花・摘果機械も導入されている。
北半球の栽培北限（南半球での南限）は冬期の霜害が関係し、反対に栽培南限（南半球では北限）は低温不足が関係している。これより暖かい地域では、標高が高いところで栽培したり、低温要求量が少ない品種を栽培している。越冬期には、マイナス20度からマイナス25度程度まで耐えられるが、休眠があけて花芽がふくらみはじめると耐凍性が徐々に低くなり、開花を迎えるころにはマイナス2度で被害が発生する。近年みられる地球温暖化の影響もあって、早春に気温が高い年は発芽が進み、その後の低温で遅霜の被害を受けることがあり、アメリカやヨーロッパの生産地では大きな被害を出している。降水量が少ない地域では干ばつが脅威となっており、アメリカのカリフォルニア州では表面水や地下水の利用が難しくなり、特に小規模生産者の存続が困難な状況になっている。
気温・湿度条件は病害発生にも影響し、一般に高温多湿では、モモ灰星病、モモ炭疽病にかかりやすく、また冷涼条件では、うどんこ病、縮葉病が発生しやすい。春先の温度が低い時期に雨が良く降ると縮葉病にかかりやすく、実桃の栽培には病害虫の防除が必要である。また果実の収穫前には袋掛けを行わないと蟻やアケビコノハなどの虫や鳥の食害にあうなど（商品価値の高い果実を得ようとするならば）手間暇が掛かり難易度が高い果樹である。

## 生産と流通
日本や米国ではモモの生産量、消費量ともに減少傾向にある一方で、中国やスペインでは生産量が増加しており、特に中国は幅広い地域で栽培が行われ生産量が急増している。スペインは世界最大のモモの輸出国であり、長期にわたりヨーロッパ市場に出荷している。収穫後のモモは常温で成熟、老化が急速に進みやすく、日持ちしない果物であるため、世界の輸出量はすべての果物の中でも少ない方である。低温下では成熟、老化する速度がゆっくりになるが、流通に際して、モモ果実を冷蔵貯蔵することによる低温障害が大きな課題になっている。低温障害が発生すると、果実の外見は健全であっても、内部の褐変や粉質化によってジューシー感が失われてしまう。
モモの果実はやわらかいので押し傷、擦り傷などを受けやすく、収穫、搬送、選果などでは丁寧な取り扱いが必要である。日本以外の国では、選果ラインで傷がつかないように、軟化する前の硬めの果実が収穫されていて、遠距離市場向けに出荷する場合には、早めの収穫になりがちである。

### 主な生産地
| 桃（およびネクタリン）生産, 2020 | 桃（およびネクタリン）生産, 2020 |
| -------------------------------- | -------------------------------- |
| 国                               | 生産 (百万トン)                  |
| 中国                             | 15.00                            |
| スペイン                         | 1.31                             |
| イタリア                         | 1.02                             |
| トルコ                           | 0.89                             |
| ギリシャ                         | 0.89                             |
| イラン                           | 0.66                             |
| アメリカ合衆国                   | 0.56                             |
| World                            | 24.57                            |
| Source: United Nations, FAOSTAT  |                                  |

主な生産国は、中国、スペイン、トルコ、ギリシャ、イラン、アメリカ、イタリアなどである。世界のモモ産地の多くは、日本よりも暖かく、降水量が少ない地域である。アメリカ最大の生産州はカリフォルニア州で、そのほかサウスカロライナ州やジョージア州にも産地がある。世界のモモ（ネクタリンを含む）生産量は2020年統計で2457万トンに達し、世界最大の生産国は中国であり、その生産量は1501万トンで他国を圧倒する。中国は幅広い地域でモモの生産が行われており、山東省だけでも生産量2位のスペインの2倍以上ある。モモ・ネクタリン類のうち、日本ではネクタリンが占める割合は1.5%と非常に少ないが、中国などの主要産出国やスペイン、オーストラリアなどの輸出国では20 - 60%ほどあり、ネクタリンの占める割合がかなり大きい。
モモの輸出量が多い国は、スペイン、トルコ、ギリシャ、チリ、ウズベキスタンなどで、輸出地は日もち性が悪いことも関係して、近隣国に出荷することがほとんどである。南半球のチリやオーストラリアから北半球向けに輸出されるが、その取り扱い量は少ない。年間消費量が多い国はイタリア、スペイン、チリ、中国などがあり、特に一人あたりの最大消費国はイタリアでは、個人の年間消費量は20キログラム (kg) ／人に達する。世界的にみて、中国では生産量の増加に合わせて消費量も拡大している。その一方でアメリカと日本は、モモ消費量の減少が顕著となっている。
日本では主に山梨県、福島県、長野県など降水量の少ない盆地で栽培される。日本最北端の生産地は北海道札幌市であり、出荷数は極僅かだが南区の農園で栽培される。日本ではモモの栽培面積と収穫量が緩やかに減少する傾向にある。

#### 収穫量
都道府県別収穫量（2013年）
全国収穫量 124,700t
1. 山梨県 39,100t (31.36%)
2. 福島県 29,300t (23.50%)
3. 長野県 15,400t (12.40%)
4. 和歌山県 9,590t (7.69%)
5. 山形県 8,080t (6.48%)

### 日本の主な産地
- 青森県
  - 南部町、平川市
- 岩手県
  - 軽米町、紫波町
- 秋田県
  - 鹿角市
- 山形県 - 収穫量全国5位。東根と天童が主産地。夏場の昼夜の温度差により糖度の高い桃ができる。「川中島白桃」「ゆうぞら」などが主要品種となっている。[58]
  - 東根市、天童市、寒河江市、山形市、河北町、村山市、中山町など
- 福島県 - 収穫量全国2位。福島盆地は全国有数の大産地となっている。「あかつき」は県が特に注力している品種で、福島県だけが大玉化する技術を確立し、信夫三山暁まいりから命名した[59]。そのほか、「伊達の蜜桃」などのブランド品がある[60]。東南アジア方面へも輸出している。また、県内では無袋栽培が主流となっている[61]。
  - 福島市、伊達市、国見町、桑折町、須賀川市など
- 群馬県
  - 高崎市、前橋市
- 新潟県 - 生産量全国7－10位。モモ生育期間における日照時間の長さを生かし、高品質の桃を生産する。「日の出」などが代表品種。[62]
  - 新潟市（南区、西蒲区）、三条市、加茂市など
- 山梨県 - 収穫量全国1位。笛吹市は自治体で収穫量トップで、笛吹川対岸の扇状地は国内随一の桃栽培密集地となっており、大規模な一宮、御坂を始め、春日居、八代などの産地がある。一帯は「桃源郷」とも呼ばれ、開花シーズンにも多くの観光客で賑わう。[63]
  - 笛吹市、山梨市、甲府市、韮崎市、南アルプス市、甲州市、中央市、市川三郷町など
- 長野県 - 収穫量全国3位。「川中島」「白鳳」などのほか、「なつき」「なつっこ」など県独自の品種も多い。また、ネクタリンの生産は国内トップ。[64]
  - 長野市、中野市、須坂市、飯田市、小布施町、小諸市、伊那市、佐久市、山ノ内町、佐久市、千曲市、上田市など
- 岐阜県
  - 高山市
- 静岡県
  - 静岡市
- 愛知県 - 収穫量全国7－10位。尾張地域で盛んで、殆どは大消費地の名古屋市場か地元で消費される。[65]
  - 豊田市、小牧市、犬山市、春日井市
- 大阪府 - 岸和田市包近町一帯に産地が残る（包近の桃）[66]が、かつては2000トン以上を収穫する主要産地だった歴史がある。[67]
  - 岸和田市
- 和歌山県 - 収穫量全国4位で、西日本一の産地。紀の川市桃山町の登録商標化されたブランド桃「あら川の桃」[68]が知られる。白鳳種、白桃種が主流で、「日川白鳳」は山梨県に次ぐ主産地となっている。
  - 紀の川市、かつらぎ町、海南市
- 岡山県 - 収穫量全国6位。かつては全国1位になったこともあったが、工業化などで産地が相対的に減少した。「清水白桃」の産地として知られる[69]。
  - 倉敷市、岡山市、浅口市、笠岡市、赤磐市、新見市、総社市など
- 広島県
  - 三原市
- 山口県
  - 萩市
- 徳島県
  - 上板町
- 香川県 - 生産量7－10位。生育期の降雨が少なく、日照時間が長い気候条件を活かし、産地が成長した。県中部の飯山、麻地区に産地がある。ハウス栽培も行われ、九州地方への出荷が多い。[70][71]
  - 丸亀市、三豊市
- 愛媛県
  - 松山市
- 福岡県
  - うきは市、行橋市、広川町
- 佐賀県
  - 多久市
- 熊本県
  - 熊本市

## 利用
果実は食用、花は観賞され、庭木として植栽に用いられたり、あるいは華道で切り花として用いられる。材は割れにくく丈夫であるため、箸などに利用されている。枝の煎汁は草木染めの染料としても用いられる。
栽培中、病害虫に侵されやすい果物であるため、袋をかけて保護しなければならない手間の掛かる作物である。また、傷みやすく収穫後すぐに軟らかくなるため、賞味期間も短い。生食する他、ジュース（ネクター）や、シロップ漬けにした缶詰も良く見られる。
果実の旬の時期は7 - 9月ごろで、全体に産毛があり、左右対称でふっくらとしているものが市場価値の高い良品とされる。選ぶときは果皮の色がよく甘い香りがあるのもがよく、軸周辺の色が緑色のものは未熟である。かたいものは常温において追熟させ、食べる直前に1時間ほど冷蔵庫で冷やすとよいといわれる。冷蔵で冷やしすぎると甘みが落ちてしまうが、果肉は冷凍保存もできる。
生食する場合は柔らかく熟してから食べるのが一般的。流通においてもそれに近い状態で取り扱われるため、客へ向けて特に手を触れないよう注意書きをしている店舗も見られる。しかし、山梨県では齧った際にカリカリと音がするほど固く熟しきっていない状態が好まれるなど、多少の地域性も見られる。

### 栄養素
代表値で可食部100グラム (g) あたりのエネルギーは40キロカロリー (kcal) で、水分は約89 g、タンパク質は0.6 g、脂質0.1 g、炭水化物10.2 gが含まれている。その他成分として、腸の調子を整えたり便秘解消に役立つ食物繊維ペクチンが多く含まれ、ほかには高血圧予防によいカリウム、コレステロール改善によいナイアシン、抗酸化作用があるカテキンやビタミンCが含まれている。

### 薬用
薬用とする部位は、種子、葉、花、成熟果実である。種子の内核は桃核（とうかく）あるいは桃仁（とうにん）とよばれ、成熟果実の中の核を割って種子を取り出し天日乾燥させて調整する。葉は桃葉（とうよう）、花は桃花（とうか）とよばれ、葉は6 - 7月ごろ、花は開花期に採取したものを天日乾燥して調整する。また成熟果実は桃子（とうし）ともよばれ、市販のものが使われる。
種子（桃仁）は生理痛、生理不順、便秘に対する薬効があるとされ、漢方においては血行を改善する薬として婦人病などに用いられる。民間療法では、桃仁1日量2 - 5グラムを400 ccの水に入れて煎じ、3回に分けて服用する方法が知られる。生理初期に刺すような痛みがあり塊が出ると楽になるような人、ころころ便の便秘によいといわれる一方で、妊婦や貧血気味の人への服用は禁忌とされる。また、花（桃花）はむくみ、尿路結石、便秘に対する薬効があるとされ、利尿薬、便秘薬に使われる。民間療法では、利尿やむくみとり、便秘の改善に、1日量2 - 3グラムの桃花を400 ccの水で煎じて3回に分けて服用する方法が知られる。ただし、妊婦への服用は禁忌とされる。果実もまた便秘によく、のどの渇きを潤し、腹部を温める効果があるが、妊婦や胃腸に熱がある人は多食しないよう注意が呼びかけられている。
葉（桃葉）は、あせも、湿疹に薬効があるとされ、乾燥葉を布袋に入れて浴湯料とし湯に入れた桃葉湯は、あせもなど皮膚の炎症に効くとされる。ただし、乾燥していない葉は青酸化合物を含むので換気に十分注意しなければならない。
なお、シラカバ花粉症を持つ人のうち一定割合の人がリンゴやモモなどバラ科の果物を食べた際に舌や咽喉（のど）にアレルギー症状を起こすことが知られている。

## 文化

### 風習・伝説・年中行事など

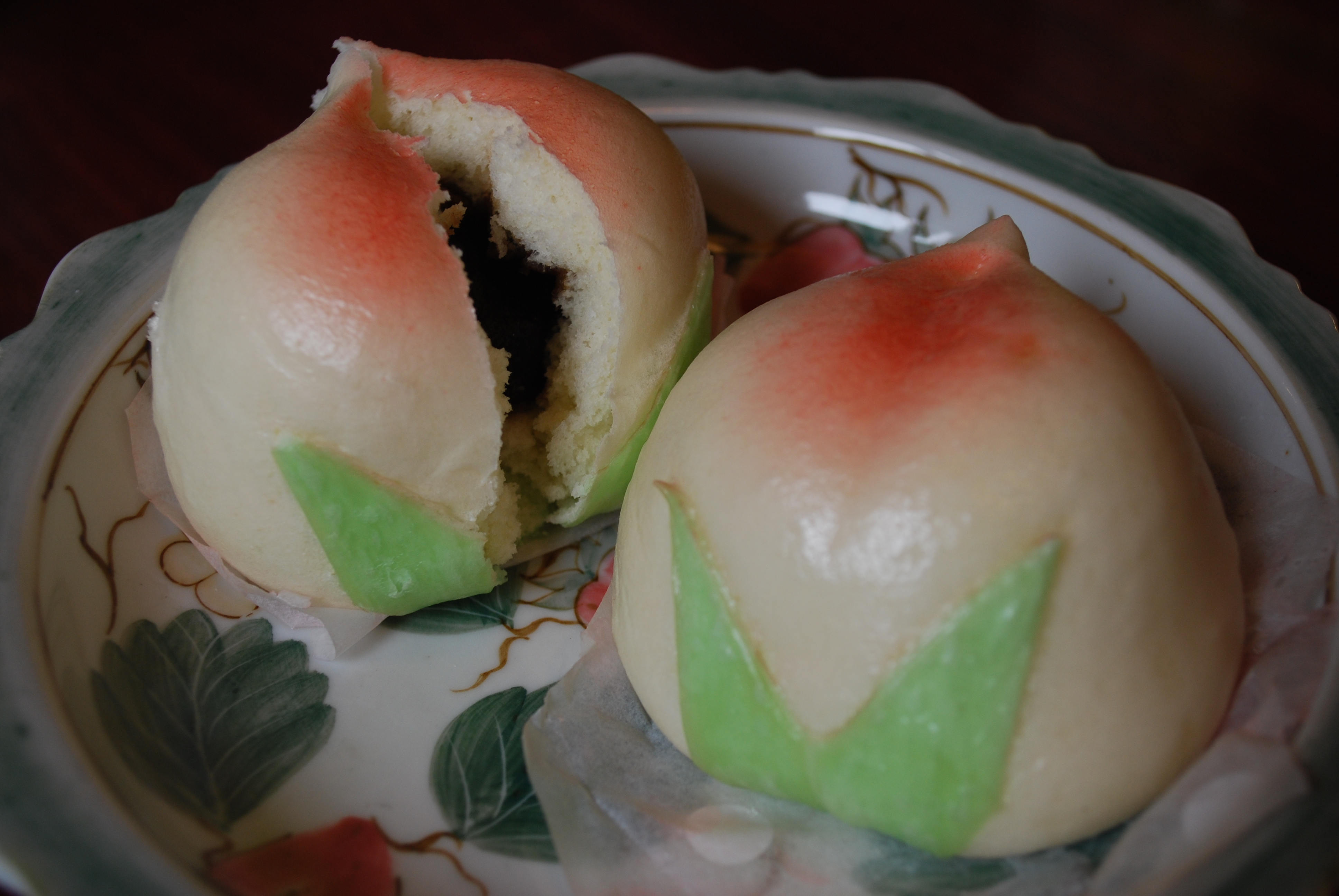
桃饅頭

中国において桃は仙木・仙果（神仙に力を与える樹木・果実の意）と呼ばれ、昔から邪気を祓い不老長寿を与える植物・果物として親しまれている。桃の木で作られた弓矢を射ることは悪鬼除けの、桃の枝を畑に挿すことは虫除けのまじないとなる。戸口や門に赤い紙でできた春聯（しゅんれん）が飾られるが、春聯は別名で桃符（とうふ）ともよばれ、本来は桃の木から作られた薄い板でできていた。
桃の実は長寿を示す吉祥図案であり、祝い事の際には桃の実をかたどった練り餡入りの饅頭菓子・寿桃（ショウタオ、繁体字: 壽桃、簡体字: 寿桃、拼音: shòutáo）を食べる習慣がある。寿桃は日本でも桃饅頭（ももまんじゅう）の名で知られており、中華料理店で食べることができる。寿命をつかさどる女神の西王母とも結び付けられ、魏晋南北朝時代に成立した漢武故事などの志怪小説では、前漢の武帝が西王母の訪問を受け、三千年に一度実をつける不老長生の仙桃を授かったという描写がある。さらに後代に成立した四大奇書のひとつ、『西遊記』の主人公孫悟空は、天上宮に住む西王母が開く蟠桃会に供された不老不死の仙桃を盗み食いしている。
日本においても中国と同様、古くから桃には邪気を祓う霊力があると考えられていた。『古事記』（712年）には、オオカムズムの名で桃の神様として登場する。また、イザナギが、黄泉の国に妻イザナミを迎えに行った際にも登場する。イザナミから、「黄泉の国の神々と相談するので、話し合うの最中、自分の様子を見ないでほしい。」と頼まれる。話し合いがあまりにも長いためイザナミの様子を覗いたところ、イザナミの死体にはウジがたかり、八柱の雷神が巣くっていた。夢から醒めたイザナギは一目散に逃げ出すが、八柱の雷神らに追われることになる。野ブドウの実を投げ、次に筍を投げたが撃退できず、身につけていたカヅラや櫛を投げ捨てて時間をかせいで逃げ続けた。最後に、十挙剣を振りかざし、桃の実をぶつけ、ようやく難を逃れることができた。イザナギはその桃の功を称え、桃に意富加牟豆美命（おおかむづみのみこと）の名を与えたという。また、『桃太郎』は、桃から生まれた男児が長じて鬼を退治する民話である。
3月3日の桃の節句は、桃の加護によって女児の健やかな成長を祈る行事である。モモはウメよりも花期がやや遅く、3月に花が咲くことが桃の節句と呼ばれる所以である。桃の花を飾って祈願する風習は、女子が妊娠を希望して子供を授かり、その子の誕生を祈ることも意味した。桃の核（種子）の中心にある空間は、竹の桿（かん）の中空と同様に、神の居場所と考えられていた。
英語圏においては、傷みやすいが美しく美味しい果物から古い俗語で「若く魅力的な娘」を表し、そこから「ふしだら女」「（複数形で）乳房」などの意味にも転じている。

### “モモ”の名を持つ植物
地方によっては甘い果実の総称として“もも”の語を用いることもあり、別種でありながら名前に“モモ”と付けられている植物も多い。
- ゲットウ （月桃）：ショウガ科ハナミョウガ属
- スモモ（李／酸桃）：バラ科サクラ属
- ヤマモモ（山桃）：ヤマモモ科
- コケモモ（苔桃）：ツツジ科
- クルミ（胡桃）：クルミ科クルミ属
- フトモモ（蒲桃）：フトモモ科
- キウイフルーツ（獼猴桃、びこうとう）：マタタビ科マタタビ属
- ゴレンシ（楊桃、ようとう）：カタバミ科

### 自治体の花・木
モモ
- 福島市 - （福島県）市の花
- 伊達市 - （福島県）市の花
- 桑折町 - （福島県）町の花
- 国見町 - （福島県）町の花
- 笛吹市 - （山梨県）市の木
- 紀の川市 - （和歌山県）市の花

ももの花
- 蔵王町 - （宮城県）町の花
- 岡山県 - 県の花

### 名所
- 一宮桃の里 (山梨県)
- 古河総合公園 (茨城県)

### 文学
「桃の花」は春の季語。桃が咲き始める時期は七十二候において、中国では桃始華、日本は桃始笑と呼ばれ、それぞれ啓蟄（驚蟄）の初候、次候にあたる。「桃の実」は秋の季語。
モモの花言葉は、「天下無敵」「あなたに夢中」である。
『桃太郎』は日本の御伽噺のひとつ。岡山県伝承のものが有名だが、各地に様々な伝承がある。日本文学の夏目漱石『三四郎』で、三四郎は、列車内で広田先生から水蜜桃を振る舞われる。桃をめぐる正岡子規やレオナルド・ダ・ヴィンチのエピソードも出る。

### 熟語・慣用句・ことわざ
桃色
色のひとつ。薄い赤色。ピンク（ナデシコ色）の和訳としても使われる。
桃源郷
俗世間を離れた、素晴らしいところ。理想郷、ユートピアとは似て非なる概念。中国の詩人陶渕明の詩にある「桃花源記」に由来する。
桃栗三年柿八年（ももくりさんねんかきはちねん）
発芽から結実まで、桃や栗は三年、柿は八年かかる。物事を成し遂げるには時間がかかることを示唆することわざ。ことわざのとおり、実際にモモは比較的早く実がなり、種を植えてから3年目で花が咲く。
桃栗三年柿八年 梨の大馬鹿十八年（-なしのおおばかじゅうはちねん）
桃栗三年柿八年 くるみの大馬鹿二十年（-くるみのおおばかにじゅうねん）
などと言われる地方もある。
すもももももももものうち（李も桃も桃のうち）
早口言葉のひとつ。なお李はバラ科サクラ属で、モモとは別の植物である。
桃割れ
日本髪の髪型。丸くまとめた髷（まげ）の部分が二つに分かれていて、割った桃のように見える。明治期に考案され、大正期までは未婚女性の髪型として盛んに結われていた。
桃尻
モモの実はすわりが悪い事から、馬に乗るのが下手で鞍に尻が落ち着かないことを指す言葉。この語源以外に、（専ら女性の）モモのような形をした尻を表現する際に使われている。